# Crasiella azorrensis
Crasiella azorrensis is een buikharige uit de familie van de Planodasyidae. De wetenschappelijke naam van de soort werd voor het eerst geldig gepubliceerd in 2008 door Hummon.